# Drosophila morena
Drosophila morena är en tvåvingeart som beskrevs av Forta-pessoa 1954. Drosophila morena ingår i släktet Drosophila och familjen daggflugor. Inga underarter finns listade i Catalogue of Life.
Artens utbredningsområde är Brasilien.